# جیسون فوکس
جیسون فوکس (انگلیسی: Jason Fuchs؛ زادهٔ ۵ مارس ۱۹۸۶) بازیگر تلویزیون و بازیگر سینما اهل ایالات متحده آمریکا است.
از فیلم‌ها یا برنامه‌های تلویزیونی که وی در آن نقش داشته‌است می‌توان به همسر خوب، غلتک‌های مقدس، انقلاب زمستانی، خانه ترسناک، مافیا! و لا لا لند اشاره کرد.